# لهية (شبوة)
لهيه هي إحدى قرى الجمهورية اليمنية. تتبع جغرافيا لمحافظة شبوة و إداريًا لمديرية حبان. يبلغ تعداد سكانها 1169 نسمة حسب الإحصاء الذي أجري عام 2004.